# Кундряк (Стерлибашевский район)
Кундряк (баш. Күндерәк) — село в Стерлибашевском районе Республики Башкортостан Российской Федерации. Административный центр Кундрякского сельсовета.

## География

### Географическое положение
Расстояние до:
- районного центра (Стерлибашево): 26 км,
- ближайшей ж/д станции (Стерлитамак): 61 км.

## Население
| 2002 | 2009 | 2010 |
| ---- | ---- | ---- |
| 374  | ↗413 | ↘321 |

### Национальный состав
Согласно переписи 2002 года, преобладающие национальности —  башкиры (57 %), татары (27 %).